# Peunalop
Peunalop is een bestuurslaag in het regentschap Aceh Selatan van de provincie Atjeh, Indonesië. Peunalop telt 377 inwoners (volkstelling 2010).